# 원스텝
《원스텝》은 2017년에 개봉한 대한민국의 영화이다.

## 캐스팅
- 한재석 : 지일 역
- 박산다라 : 시현 역
- 조동인 : 신우혁 역
- 홍아름 : 지원 역
- 조달환 : 정환 역
- 하현곤 : 우혁 밴드 드럼 역
- 김상훈 : 우혁 밴드 베이스 역
- 박서영 : 우혁 밴드 키보드 역
- 김진아 : 어린 시현 엄마 역
- 강예서 : 어린 시현 역
- 조성민 : 음악카페 사장 역
- 배용근 : 음반제작사 대표 역
- 고은이 : 의사 김지예 역
- 홍성민 : 편의점 직원 역
- 한을희 : 부동산 중개인 역
- 김규민 : 음악카페 아르바이트 역
- 이설민 : 기자 역
- 김태영 : 사진기자 역
- 윤채성 : 편의점 이어폰 청년 역
- 정유진 : 바이올린 학생 역
- 김지태 : 베이커리 시식 아르바이트 역
- 김하진 : 음반제작사 비서 역
- 조영일 : 공연 밴드 보컬 역
- 김동훈 : 공연 밴드 기타 역
- 김보라 : 현악 3중주 피아노 역
- 이춘미 : 현악 3중주 바이올린 역
- 한동윤 : 현악 3중주 첼로 역
- 김서연 : 편의점 손님 1 역
- 김태균 : 편의점 손님 2 역
- 노현석 : 지휘자 보조 피아노 역
- 이수진 : 바이올린 대기 학생들 역
- 정다은 : 바이올린 대기 학생들 역
- 김동찬 : 요가원 수강생들 역
- 김아영 : 요가원 수강생들 역
- 윤다혜 : 요가원 수강생들 역
- 신민정 : 요가원 수강생들 역
- 한주희 : 음악카페 손님들 역
- 박남규 : 음악카페 손님들 역
- 허정무 : 음악카페 손님들 역
- 김민선 : 커피숍 손님들 역
- 이부송 : 커피숍 손님들 역
- 이혜랑 : 휴대폰 매장 앞 행인들 역
- 정다영 : 휴대폰 매장 앞 행인들 역
- 이상아 : 휴대폰 매장 앞 행인들 역
- 이정우 : 휴대폰 매장 앞 행인들 역
- 김태원 : 휴대폰 매장 앞 행인들 역
- 이원호 : 휴대폰 매장 앞 행인들 역
- 백성배 : 휴대폰 매장 앞 행인들 역
- 백종원 : 휴대폰 매장 앞 행인들 역
- 김상봉 : 휴대폰 매장 앞 행인들 역
- 최성윤 : 휴대폰 매장 앞 행인들 역
- 김중훈 : 공원 행인들 역
- 김경현 : 공원 행인들 역
- 박동선 : 공원 행인들 역
- 정용환 : 공원 행인들 역
- 박시유 : 공원 행인들 역
- 김승은 : 공원 행인들 역
- 오정화 : 공원 행인들 역
- 이석운 : 베이커리 앞 행인들 역
- 강태우 : 베이커리 앞 행인들 역
- 강창우 : 베이커리 앞 행인들 역
- 김중수 : 베이커리 앞 행인들 역
- 문상준 : 베이커리 앞 행인들 역
- 이주혜 : 베이커리 앞 행인들 역
- 한예지 : 베이커리 앞 행인들 역
- 박혜경 : 지휘자 최 교수 역 (우정출연)
- 김보경 : 우혁 밴드 보컬 역 (우정출연)
- 김경진 : 요가원 수강생 역 (우정출연)